# Armand Aucamp
Armand Aucamp (* 11. Januar 1987 in Kapstadt) ist ein südafrikanischer Schauspieler. Einem breiten Publikum wurde er durch seine Rolle des Ben Humann in der auf kykNET ausgestrahlten Fernsehserie Sterlopers bekannt.

## Leben
Aucamp wurde am 11. Januar 1987 in Kapstadt geboren. Er spricht Englisch, Afrikaans, Französisch und isiXhosa. Er machte 2009 seinen Abschluss an der CityVarsity School of Media and Creative Arts. Er wirkte an verschiedenen Bühnenproduktionen in und um Kapstadt sowie Johannesburg mit. Ab 2012 war er auch in Film- und Serienproduktionen zu sehen. Von 2014 bis 2016 stellte er in insgesamt 22 Episoden die Rolle des Ben Humann in der Fernsehserie Sterlopers dar. Eine weitere größere Serienrolle stellte er von 2017 bis 2021 als Tom Niemandt in The Book Club dar. 2023 war er in acht Episoden der Fernsehserie One Piece in der Rolle des Marine-Angehörigen Bogard zu sehen. Seit 2025 wirkt er in der Fernsehserie Tuiskoms – Willkommen in Wilderness mit.

## Filmografie (Auswahl)
- 2012: Chronicle – Wozu bist Du fähig? (Chronicle)
- 2012: Mankind – Die Geschichte der Menschheit (Mankind: The Story of All of Us, Fernsehdokuserie, Episode 1x07)
- 2013: Mandela – Der lange Weg zur Freiheit (Mandela: Long Walk to Freedom)
- 2014: Pandjieswinkelstories (Fernsehserie)
- 2014: Almon, Henry (Kurzfilm)
- 2014: Homeland (Fernsehserie, Episode 4x02)
- 2014: Knysna
- 2014–2016: Sterlopers (Fernsehserie, 22 Episoden)
- 2015: The Book of Negroes (Miniserie, 2 Episoden)
- 2015: Ballade vir 'n Enkeling
- 2015: Die Ontwaking
- 2015: Eye in the Sky
- 2015: Daniel Munro (Kurzfilm)
- 2015–2016: Bloedbroers (Fernsehserie, 2 Episoden)
- 2016: Hard Copy (Fernsehserie, 5 Episoden)
- 2017: Madiba (Fernsehserie, Episode 1x01)
- 2017: Krotoa
- 2017: Elke Skewe Pot (Fernsehserie)
- 2017–2021: The Book Club (Die Boekklub, Fernsehserie, 11 Episoden)
- 2018: Knapsekêrels (Fernsehserie)
- 2018: Stroomop
- 2019: Droomman (Fernsehfilm)
- 2019: The Furnace
- 2020: The Tree
- 2020: Kompleks (Fernsehserie, 9 Episoden)
- 2021: Dawie & Gabriel (Fernsehfilm)
- 2021: Foto’s Teen die Muur (Fernsehfilm)
- 2021: Troukoors (Wedding Fever) (Fernsehserie, 4 Episoden)
- 2022: Hartedief (Fernsehfilm)
- 2022: Spoorloos (Fernsehserie, 8 Episoden)
- 2023: One Piece (Fernsehserie, 8 Episoden)
- 2025: Tuiskoms – Willkommen in Wilderness (Tuiskoms, Fernsehserie)

## Theater (Auswahl)
- 2009: An Historic
- 2009: A Girl’s Best Friend
- 2010: Scary Monsters
- 2011: The Taming of the Shrew
- 2011: Die Entfuhring Aus Dem Serail
- 2012: Wolf at the Door
- 2012: Mary and the Conqueror
- 2013: The Garage Sale (2013)
- 2014: Bladsy 3, Regie: Vicky Davis
- Othello, Regie: Mary Dreyer
- Huis Toe, Regie: Henry Milne
- Cardenio: Shakespeare’s Lost Play at Maynardville